# Kerstin Hartmann
Kerstin Hartmann (ur. 14 czerwca 1988 w Ulm) – niemiecka wioślarka.

## Osiągnięcia
- Mistrzostwa Świata – Poznań 2009 – dwójka bez sternika – 4. miejsce[1].
- Mistrzostwa Europy – Montemor-o-Velho 2010 – dwójka bez sternika – 2. miejsce[1].